# ملعب بالجور
ملعب باجور والمعروف أيضا بأسم ملعب بالزور هو ملعب كرة قدم يقع في غانتوك، سيكيم، الهند. وهو حاليا الملعب الرئيسي لنادي سيكيم لكرة القدم. يتسع الملعب ل30000 شخص. 